# トリデカン
トリデカン （英語: tridecane）または、n-トリデカン（英語: n-tridecane）は、化学式が CH3(CH2)11CH3 のアルカンである。802種の構造異性体が存在する。他のアルカンと同様、極性をもたない。 